# Monika Wagner
Monika Wagner (ur. 28 lutego 1965 w Garmisch-Partenkirchen) – niemiecka curlerka, dwukrotna mistrzyni świata i sześciokrotna mistrzyni Europy. Od początku kariery związana jest z zespołem Andrei Schöpp.
W swoim pierwszym występie na arenie międzynarodowej, w Mistrzostwach Europy 1980 zdobyła brązowy medal. Kolejne sukcesy odniosła w latach 1986-1989. Niemki dotarły do finału MŚ 1986, gdzie przegrały z Kanadą (Marilyn Bodogh-Darte) 5:12, ten sam rezultat osiągnęły w 1987 w finale przegrywając z kanadyjską drużyną Pat Sanders. Rok później w meczu o mistrzostwo zespołowi  Schöpp udało się pokonać 9:3 Kanadyjki (Heather Houston), był to pierwszy złoty medal mistrzostw świata dla Niemiec. W 1989 drużyna zdobyła brązowy medal po przegraniu półfinału 5:8 przeciwko Houston. W tym samym okresie  Wagner odnosiła duże sukcesy na mistrzostwach Europy, Niemki sięgały po złote medale w latach 1986, 1987 i 1989. W finałach pokonały odpowiednio Szwajcarię (Liliane Raisin), Szwecję (Anette Norberg) i ponownie Szwajcarki (Marianne Flotron).
Następne zwycięstwa przyszły począwszy od ME 1991, kiedy Niemki ponownie zdobyły złote medale. W finale pokonały 5:2 Trine Trulsen z Norwegii. Zespół Schöpp triumfował na Zimowych Igrzyskach Olimpijskich 1992, curling był wówczas jeszcze dyscypliną pokazową. W tym samym roku Monice Wagner udało się sięgnąć po brąz mistrzostw kontynentu. Kolejne medale Niemki wywalczyły jedynie w mistrzostwach Europy. W 1994 przegrały finał z Dunkami (Helena Blach Lavrsen) 4:8, w późniejsze zawody wygrały pokonując w ostatnim spotkaniu Szkotki (Kirsty Hay) 8:3. Występy w latach 1996 i 1997 Niemki kończyły wygrywając mecz o 3. miejsce.
Wagner reprezentowała Niemcy, na Zimowych Igrzyskach Olimpijskich, kiedy curling zadebiutował jako dyscyplina medalowa. Zespół Schöpp z jedną wygraną zajął ostatnie miejsce. Po turnieju w Nagano Wagner nie była członkinią zespołu, powróciła do Andrei Schöpp w 2003.
W Mistrzostwach Europy 2009 Niemki zakwalifikowały się do fazy play-off, pokonały Rosjanki (Ludmiła Priwiwkowa) 10:4, w półfinale Dunki (Angelina Jensen) 7:5 i wygrały cały turniej pokonując w finale 7:5 Mirjam Ott. W lutym 2010 Monika Wagner zajęła 6. miejsce na ZIO. Miesiąc później zespół z Garmisch-Partenkirchen awansował do fazy zasadniczej Mistrzostw Świata 2010. W wyższym meczu play-off Niemki zwyciężyły nad Kanadyjkami (Jennifer Jones) 6:3 by w finale po 22 latach zdobyć drugi złoty medal MŚ. W ostatnim spotkaniu turnieju Szkotki (Eve Muirhead) uległy ekipie niemieckiej 6:8.
Na Mistrzostwach Europy 2010 drużyna z Garmisch-Partenkirchen nie zdołała obronić tytułu mistrzowskiego. Niemki wygrały jedynie 3 mecze i zostały sklasyfikowane na 7. pozycji. Podobnie było na MŚ w Esbjergu, zespół Schöpp wygrał jedynie 5 meczów i został sklasyfikowany na 8. miejscu.
W latach 2011–2014 Wagner występowała jako rezerwowa, w Mistrzostwach Europy 2011 zagrała jedynie w jednym meczu. Niemki zajęły 5. pozycję. Gdy zespół zajął 7. miejsce MŚ 2012 nie pojawiła się na lodowisku. Po rozpadzie drużyny Andrei Schöpp w 2014 Monika Wagner pozostała z nią i powróciła na dawną, trzecią pozycję. Zespół wygrał krajowe eliminacje do ME 2014. Niemiecka federacja na reprezentację mianowała jednak ekipę Danieli Driendl, co spowodowane było zachowaniem Schöpp względem federacji. Zespół z Garmisch-Partenkirchen dochodził swoich praw na drodze sądowej. Ostatecznie, decyzją sądu w Kempten, zespół Schöpp uzyskał prawo do występu w zawodach – dwa dni przed ich rozpoczęciem. Niemki zakończyły występ na 7. miejscu z 4 wygranymi meczami.
Monika Wagner rywalizuje również w konkurencji mikstów. W Mistrzostwach Europy 2005 była otwierającą w zespole Rainera Schöppa i zdobyła brązowy medal. W latach 2008 (złoto) i 2009 (5. miejsce) była rezerwową i nie zagrała w żadnym ze spotkań.

## Drużyna
|                   | Czwarta       | Trzecia             | Druga              | Otwierająca          |
| ----------------- | ------------- | ------------------- | ------------------ | -------------------- |
| 2014/2015         | Andrea Schöpp | Monika Wagner       | Kerstin Ruch       | Lisa Ruch            |
| MŚ 2011           | Andrea Schöpp | Imogen Oona Lehmann | Corinna Scholz     | Monika Wagner        |
| MŚ, ME 2010       | Andrea Schöpp | Imogen Oona Lehmann | Monika Wagner      | Stella Heiß          |
| ME 2009, ZIO 2010 | Andrea Schöpp | Melanie Robillard   | Monika Wagner      | Stella Heiß          |
| 2008/2009         | Andrea Schöpp | Monika Wagner       | Melanie Robillard  | Stella Heiß          |
| 2005/2008         | Andrea Schöpp | Monika Wagner       | Anna Hartelt       | Marie-Therese Rotter |
| ME 2003           | Andrea Schöpp | Monika Wagner       | Jane Boake-Cope    | Anna Hartelt         |
| ZIO 1998          | Andrea Schöpp | Monika Wagner       | Natalie Nessler    | Heike Schwaller      |
| 1995/1997         | Andrea Schöpp | Monika Wagner       | Natalie Nessler    | Carina Meidele       |
| ME 1994           | Andrea Schöpp | Monika Wagner       | Natalie Nessler    | Christina Haller     |
| ME 1992           | Andrea Schöpp | Monika Wagner       | Stephanie Mayer    | Christiane Scheibel  |
| 1991/1992         | Andrea Schöpp | Stephanie Mayer     | Monika Wagner      | Sabine Huth          |
| MŚ 1991           | Andrea Schöpp | Monika Wagner       | Heike Schwaller    | Christina Haller     |
| ME 1989, 1990     | Andrea Schöpp | Monika Wagner       | Christina Haller   | Heike Schwaller      |
| MŚ 1989           | Andrea Schöpp | Monika Wagner       | Barbara Haller     | Christina Haller     |
| 1987/1988         | Andrea Schöpp | Almut Hege-Schöll   | Monika Wagner      | Suzanne Fink         |
| 1986/1987         | Andrea Schöpp | Almut Hege-Schöll   | Monika Wagner      | Elinore Schöpp       |
| MŚ 1986           | Andrea Schöpp | Monika Wagner       | Stephanie Mayer    | Elinore Schöpp       |
| MŚJ 1986          | Andrea Schöpp | Monika Wagner       | Stephanie Mayer    | Birgit Hupertz       |
| MŚ 1985           | Andrea Schöpp | Monika Wagner       | Christiane Jentsch | Elinore Schöpp       |
| ME 1983           | Andrea Schöpp | Monika Wagner       | Anneliese Diemer   | Elinore Schöpp       |
| ME 1981           | Andrea Schöpp | Monica Wackerle     | Monika Wagner      | Marga Hupertz        |
| ME 1980           | Andrea Schöpp | Elinore Schöpp      | Anneliese Diemer   | Monika Wagner        |

| Drużyny mikstowe | Drużyny mikstowe | Drużyny mikstowe | Drużyny mikstowe | Drużyny mikstowe  | Drużyny mikstowe              |
|                  | Czwarty/-a       | Trzeci/-a        | Drugi/-a         | Otwierający/-a    | Rezerwowy/-a                  |
| ---------------- | ---------------- | ---------------- | ---------------- | ----------------- | ----------------------------- |
| 2009             | Rainer Schöpp    | Andrea Schöpp    | Sebastian Jacoby | Melanie Robillard | Monika Wagner                 |
| 2008             | Rainer Schöpp    | Andrea Schöpp    | Sebastian Jacoby | Melanie Robillard | Helmar Erlewein Monika Wagner |
| 2005             | Rainer Schöpp    | Andrea Schöpp    | Helmar Erlewein  | Monika Wagner     | –                             |